# Ophiuche ferriscitalis
Ophiuche ferriscitalis là một loài bướm đêm trong họ Erebidae.